# Capenda Camulemba
Capenda Camulemba ist eine Kleinstadt und ein Landkreis im Nordosten Angolas.

## Verwaltung
Capenda Camulemba ist Sitz eines gleichnamigen Kreises (Município) der Provinz Lunda Norte. Im Kreis leben 87.435 Einwohner (hochgerechnete Schätzung 2011). Die Volkszählung 2014 soll fortan gesicherte Bevölkerungsdaten liefern.
Der Kreis Capenda Camulemba setzt sich aus zwei Gemeinden (Comunas) zusammen:
- Capenda Camulemba
- Xinge